# Битва при Альканьисе
Битва при Альканьисе произошла во время Пиренейских войн в городе Альканьис 23 мая 1809 года. В результате этого сражения испанская армия во главе с генералом Хоакином Блейком разбила французскую имперскую армию генерала Луи Габриэля Сюше.

## Предыстория
В первые дни 1808 года войска императора Наполеона Бонапарта вторглись в Испанию. Но весной того же года положение французов осложнилось после Мадридского восстания, провала войск генерала Дюэма в Каталонии, войск маршала Монсея в Валенсии и Андалусии и полным разгромом армии генерала Дюпона в битве при Байлене регулярными испанскими войсками капитана генерала Кастаньоса, что привело к отступлению французов к северу от Эбро в начале августа.
Реакция империи не заставила себя ждать. В ноябре 1808 года Наполеон I с лучшими войсками из его Великой Армии  сокрушил испанцев в битвах при Гамонале, Эспиносе, Туделе и Сомосьерре, вступив в Мадрид и снова осадив Сарагосу и Жирону. Но в январе 1809 года Наполеону пришлось вернуться во Францию из-за угрозы государственного переворота в Париже и подготовки к войне пятой коалиции. Весной испанские силы приготовились к контратаке.
26 января 1809 года генерал Ватье напал на город Альканьис, сокрушив сопротивление населявших его тогда 4 тыс. жителей, которые организовали добровольческое ополчение, в то время как Сарагоса после кровавой осады наконец сдалась французам 4 марта. Чтобы отвоевать его обратно, 20 мая 1809 года в Альканьис прибыла Вторая Правая Армия, иначе называемая Армия Арагона и Валенсии, состоящая из 8,5 тыс. пехотинцев и 500 кавалеристов с 19 пушками под командованием генерал-лейтенанта Хоакина Блейка. Первая дивизия Анна Жильбера де Лаваля 3-го французского армейского корпуса с бригадой драгунов, состоящая из 6,5 тыс. пехотинцев и 800 кавалеристов с 12 орудиями, отступила без боя в город Ихар в 28 километрах к северо-западу от Альканьиса по дороге в Сарагосу.
Блейк занял позиции на высотах к северо-западу от Альканьиса, развернув свои войска побригадно. Генерал-лейтенант Хоакин Блейк был сыном ирландца из Малаги, и в свои 50 лет был ветераном с большим опытом борьбы с англичанами и французами.

## Расположение сил противников
На левом фланге Хоакин Блейк спрятал в оливковой роще 500 пехотинцев полковника Мартина Гонсалеса де Менчаки и 500 всадников Мигеля Ибарролы. На холме Пердигер разместились силы генерала Педро Рока в 2 тыс. человек, из них 1,4 тыс. пехотинцев, с тремя орудиями. В центре, на холме Оркас, блокирующем вход в Альканьис из Сарагосы, на котором Хоакин Блейк устроил свою штаб-квартиру, разместился маркиз Лазан с 2 тыс. человек и бригадир Мартин Гарсиа-Лойгорри-и-Ичасо с шестью пушками. Справа на холме Пуэйос-де-Фурнольс, блокирующим вход в Альканьис из Каспе, находилась бригада Хуана Карлоса де Арейсаги в 2 тыс. человек с одной пушкой, а ещё правее от него 1 тыс. человек с двумя пушками. У подножия холма Пуэйос-де-Фурнольс находилась заброшенная деревушка Телла. В десяти километрах к северо-западу от Альканьиса в Пеньяс-де-Боррита для охраны дороги в Сарагосу и раннего оповещения о появлении противника была размещена группа в 1 тыс. человек под командованием подполковника Педро де Техады. Всего у испанцев было 8101 пехотинец, 445 кавалеристов и 19 пушек.
22 мая генерал Луи Габриэль Сюше, командующий 3-м французским армейским корпусом, прибыл из Сарагосы с 3,5 тыс. солдатами из второй дивизии Мюнье под командованием Фабра в город Ихар, где принял командование силами Лаваля. Ночью он начал марш к Альканьису. В шесть часов утра 23 мая 1809 года войска Техады обнаружили прибытие французов и после подачи сигнала тревоги вернулись к основным силам испанцев. На рассвете 23 мая 1809 года маршал Сюше развернул свои силы перед Альканьисом на холме Портес у дороги, ведущей к Каспе, где он разместил первую дивизию Лаваля в 6,5 тыс. солдат, в которой было по два батальона из 14-го линейного пехотного полка и 3-го полка Вислинского (польского) легиона, с двенадцатью пушками. Вторая дивизия под командование Фабра, содержавшая по три батальона из 114-го и 115-го линейных пехотных полков, два батальона 1-го полка Вислинского легиона и один батальон 121-го линейного пехотного полка, разместилась на холме Хамбре справа от дороги, ведущей в Сарагосу. 526 кавалеристов из 4-го гусарского и 13-го кирасирского полков стояли позади в резерве.

## Первые атаки французов
Бой начался с артиллерийской дуэли между французской батареей, расположенной у подножия холма Портес, и одиноким орудием испанцев, расположенным на вершине холма Пуэйос, но из-за недостаточной эффективности, вызванной разницей в высоте, она продлилась недолго. Генерал Лазан построил 1-ю и 2-ю бригаду своей пехотной дивизии в две атакующие колонны по 2 тыс. солдат и повёл их по дороге на Каспе к холму Пуэйос, защищаемому бригадой генерала Арейсеги, но они оказались под огнем и отступили. Генерал Фабр начал атаку с холма Хамбре на бригаду генерала Рока на холме Пердигер, но тоже был отбит. Ла Вале снова атаковал, направив свои колонны на холмы Пуэйос и Тиро-де-Каньон, но также отступил после интенсивной битвы с бригадами генерала Арейсеги и подполковника Техады.
Во время второй серии атак Блейк направил кавалерию и пехоту Ибарролы из оливковой рощи на своём левом фланге в деревушку Телья у подножия холма Пуэйос, где уже находилась лёгкая пехота, скрывающаяся за стенами домов, в то время как 500 всадников двух кавалерийских эскадронов полка Сантьяго и двух других эскадронов лёгкой кавалерии испанских гусаров расположились за домами: когда 2 тыс. солдат французской колонны, атаковавших холм Пуэйос, дезорганизованно отступили, испанцы обстреляли их из мушкетов, а испанская кавалерия напала на них. В полной панике французская колонна бежала к холму Портес, где прикрывающая её отход пехота обстреляла испанскую кавалерию, ранив при этом Ибарролу. Французские драгуны из резерва начали преследовать испанских кавалеристов, но те заманили их к Телла, где лёгкая пехота в очередной раз обстреляла французов, пока испанская конница перестраивалась за домами. После этого, в ожидании основной атаки французов, испанская пехота и кавалерия отступили из деревушки, расположившись позади холма Пуэйос.

## Решающий поединок: артиллерия Лойгорри
После этой неудачи генерал Сюше приказал генералу Фабру начать основную атаку на центр неприятеля, а остальные его силы начали давить на всю испанскую линию, чтобы не допустить укрепления центра. Фабр атаковал центр испанцев на холме Оркас, защищаемый 1,4 тыс. пехотинцев и артиллерией под командованием бригадного генерала Мартина Гарсиа-Лойгорри-и-Ичасо.
Целью Сюше было пробить брешь в центе испанской линии. Французская колонна наступала под огнём мушкетов, а затем Лойгорри со спокойствием и хладнокровием приказал открыть огонь, когда вражеские войска уже почти дошли до пушек, в течение почти получаса ведя точный и непрерывный огонь, который вызвал замешательство и привёл к большим потерям в наполеоновских войсках; французы в панике бежали с холма, возвратясь к исходной точке.
После семи часов боя в 13:00 обе стороны оставались на прежних позициях, но больше атак в течение дня не было. Население Альканьиса отправилось в испанский лагерь, подбадривая войска и помогая раненым. Ночью французская армия отступила в Сампер-де-Каланду.
За решительные действия во время битвы бригадный генерал Гарсия-Лойгорри был повышен до фельдмаршала и через несколько лет был награждён Орденом Святого Фердинанда, самой престижной из военных наград Испании.

## Итог
На рассвете 24 мая испанские войска обнаружили, что французы ушли. На поле боя было найдено 500 брошенных трупов, поскольку французы забрали только раненых, которых, по оценкам, было около 1,5 тыс., в дополнение к 2 тыс. убитых и 40 попавших в плен. Испанцы потеряли 300 убитых и раненых, в том числе 24 офицера и 260 солдат.
Несмотря на потери, армия Сюше, особенно кавалерия, всё ещё численно превосходила испанцев. Однако, несмотря на это, Хоакин Блейк сохранил свои позиции, в то время как Сюше организованно отступил. Около города Сампер-де-Каланда крик барабанщика, который, как ему показалось, увидел приближающиеся испанские войска, вызвал панику в 1-й дивизии Лаваля, идущей в авангарде; в наступившем хаосе французские войска бежали в город в поисках убежища в крайнем замешательстве и даже обмениваясь выстрелами. Сюше отыскал и расстрелял барабанщика; он оставался в Сампере в течение двух дней, пока не восстановил контроль над войсками, после чего снова отправился к Сарагосе. Он пытался скрыть своё поражение, даже не сообщив о произошедшей битве.
После сражения Сюше пришлось почти полностью покинуть Арагон. К Блейку же после его победы пришло около 25 тыс. добровольцев, которых он даже не мог обеспечить оружием.
В ознаменование этой победы 14 мая 1815 года был учреждён крест с красными лентами, украшенный эмалированным красным андреевским крестом, лавровым венком и белым овалом в центре с надписями золотыми буквами Фернандо VII и Альканьис (Fernando VII и Alcañiz).